# Acalolepta olivacea
Acalolepta olivacea är en skalbaggsart som först beskrevs av Stefan von Breuning 1944.  Acalolepta olivacea ingår i släktet Acalolepta och familjen långhorningar. Inga underarter finns listade i Catalogue of Life.